# Eunotela bipunctata
Eunotela bipunctata är en fjärilsart som beskrevs av Jones 1912. Eunotela bipunctata ingår i släktet Eunotela och familjen tandspinnare. Inga underarter finns listade i Catalogue of Life.